# Óscar Lasa
Oskar Lasa Elizalde, más conocido como Lasa III (Echarri-Aranaz, Navarra, 28 de enero de 1972) es un exjugador español de pelota vasca a mano, en la posición de zaguero, en nómina de la empresa Garfe. Debutó en el año 1993 en el Frontón Aritzbatalde de Zarauz.

## Palmarés
- Campeón por parejas 1997, 2000 y 2002.
- Subcampeón por parejas, 2004
- Campeón por parejas del País Vasco, 1997.

## Finales de mano parejas
| Año     | Campeones            | Subcampeones                 | Tanteo | Frontón   |
| ------- | -------------------- | ---------------------------- | ------ | --------- |
| 1996-97 | Retegi II - Lasa III | Eugi - Zezeaga               | 22-14  | Atano III |
| 2000    | Titin III - Lasa III | Unanue - Errasti             | 22-19  | Ogueta    |
| 2002    | Xala - Lasa III      | Olaizola I - Patxi Ruiz      | 22-19  | Atano III |
| 2004    | Titín III - Goñi III | Martínez de Irujo - Lasa III | 22-10  | Atano III |

## Finales del manomanista de 2.ª Categoría
| Año  | Campeón  | Subcampeón    | Tanteo | Frontón |
| ---- | -------- | ------------- | ------ | ------- |
| 1995 | Lasa III | Ariznabarreta | 22-20  | Ogueta  |
| 1996 | Lasa III | Ariznabarreta | 22-04  | Ogueta  |